# 時の流れに (ヴァン・モリソンのアルバム)
『時の流れに』（原題：Inarticulate Speech of the Heart）は、ヴァン・モリソンが1983年に発表した14作目のスタジオ・アルバム。アメリカ盤はワーナー・ブラザース・レコード、ヨーロッパ盤はマーキュリー・レコードから発売され、本作をもってモリソンとワーナー・ブラザースの契約が終了した。

## 背景
レコーディングはイギリス、アメリカ、アイルランドの3か国で行われ、「心語り」と「9月の夜」はアメリカのサウサリートで録音された。11曲4曲はインストゥルメンタルである。収録曲「アイリッシュ・ハートビート」は、後にチーフタンズとのコラボレーション・アルバム『アイリッシュ・ハートビート』（1988年）でセルフ・カヴァーされた。

## 反響・評価
ニュージーランドのアルバム・チャートでは33週トップ50入りし、うち3週にわたって4位を記録する大ヒットとなった。更に、シングル「望郷の歌」もニュージーランドでチャート入りを果たし、40位を記録した。イギリスでは、本作が全英アルバムチャートで24位に達して自身8作目の全英トップ40アルバムとなり、「望郷の歌」は全英シングルチャートで98位を記録した。一方、アメリカのBillboard 200では116位に終わり、シングル・ヒットも出なかった。
Richard S. Ginellはオールミュージックにおいて5点満点中4点を付け「殆ど忘れられたアルバムとはいえ、ヴァン・モリソンが持つ反骨のアイリッシュ魂の最も深く内的な領域や、彼のスピリチュアル・ジャズ時代の極致へ聴き手を誘う」と評している。

## 収録曲
全曲ともヴァン・モリソン作。2. 4. 6. 11.はインストゥルメンタル。
1. ハイアー・ザン・ザ・ワールド - Higher than the World – 3:44
2. コンスウォーター - Connswater – 4:10
3. 時の流れに - River of Time – 3:04
4. ケルティック・スウィング - Celtic Swing – 5:04
5. レイヴ・オン、ジョン・ドン - Rave On, John Donne – 5:18
6. 心語り (1) - Inarticulate Speech of the Heart No. 1 – 4:56
7. アイリッシュ・ハートビート - Irish Heartbeat – 4:42
8. 道 - The Street Only Knew Your Name – 3:38
9. 望郷の歌 - Cry for Home – 3:46
10. 心語り (2) - Inarticulate Speech of the Heart No. 2 – 3:55
11. 9月の夜 - September Night – 5:16

## 他メディアでの使用例
「ケルティック・スウィング」は、2009年公開の映画『ラブリーボーン』のサウンドトラックで使用された。

## 参加ミュージシャン
- ヴァン・モリソン - ボーカル、ピアノ、ギター、サクソフォーン
- マーク・アイシャム - シンセサイザー、トランペット
- ジョン・アレア - ハモンドオルガン、ローズ・ピアノ
- クリス・ミッチー - ギター
- アーティ・マクグリン - アコースティック・ギター
- デヴィッド・ヘイズ - ベース
- ピーター・ヴァン・フック - ドラムス、タンブリン
- トム・ドンリンガー - ドラムス、パーカッション
- ピー・ウィー・エリス - サクソフォーン、フルート、バッキング・ボーカル
- デイヴィ・スピラーン - イリアン・パイプス、ロー・フルート
- ビアンカ・ソートン - バッキング・ボーカル
- ポーリン・ロザーノ - バッキング・ボーカル
- アニー・ストッキング - バッキング・ボーカル
- ステファニー・ダグラス - バッキング・ボーカル
- ミーア・ウン・ニサ・ダグラス - バッキング・ボーカル